# Calamar (Bolívar)
Calamar es un municipio de Colombia situado en el departamento de Bolívar. Según el censo de 2018, tiene una población de 22 474 habitantes.
Está ubicado en la subregión del Canal del Dique.
Es un puerto importante, por ser la entrada del Canal del Dique. Se volvió un punto comercial importante gracias a la construcción del Ferrocarril Cartagena-Calamar hasta su desmantelamiento.

## Toponimia
El nombre es a alusión a la isla donde se asienta el Centro histórico de Cartagena de Indias: "Calamarí".

## Vías de comunicación

### Terrestres
El municipio de Calamar cuenta con vías primarias, secundarias y terciarias. Entre las primarias se encuentra la Carretera Nacional Troncal de Occidente, que comunica el interior del país con el Caribe Colombiano, específicamente hacia Sincelejo, El Carmen de Bolívar y Barranquilla.  A pocos kilómetros del municipio se puede acceder a la Carretera nacional Troncal del Caribe que la comunica con Cartagena
Las vías secundarias comunican con los municipios de Arroyohondo, San Cristóbal y Santa Lucía.

### Fluviales
Calamar cuenta con dos arterias fluviales: el río Grande de la Magdalena y el canal del Dique. Por medio del río Magdalena se establece contacto con los departamentos del Magdalena y del Atlántico, con poblaciones como Cerro de San Antonio, Pedraza, Concordia, Puerto Niño, Suan, Campo de la Cruz, Santa Lucía, la bahía de Cartagena y el puerto de Barranquilla.

## Historia
El territorio del actual Municipio Calamar en la época colonial estaba administrado por la Parroquia de Barrancas, en la antigua Provincia de Cartagena.
Al entrar la época federal, Barrancas fue uno de los distrito municipal que hacía parte de la recién creada Provincia del Carmen en el Estado Soberano de Bolívar. Esta población fue reubicada en lo que hoy es el centro poblado Barranca Nueva. Pero fue decayendo a crearse el Ferrocarril Cartagena-Calamar, en el Sitio de entrada de la Canal de Dique, se impuso ante los demás, al ser fundado Calamar en el periodo republicano, bajo el gobierno del general Tomás Cipriano de Mosquera.
Los primeros habitantes en el Sitio de Calamar llegaron en el año 1840, se establecieron en el sitio denominado inicialmente "Gamarra", en una extensa llanura entre las ciénaga de los Negros y el río Grande de la Magdalena.
Finalmente, en 1914 fue erigido en Municipio.

## División político-administrativa
Además, de su Cabecera municipal. Calamar tiene bajo su jurisdicción los siguientes centros poblados:
- Barranca Nueva
- Barranca Vieja
- El Progreso
- Hato Viejo
- Yucal

## Geografía
El municipio hace parte de la subregión geográfica denominada Canal del Dique.

### Límites
Al norte, Calamar limita con el canal del Dique y el departamento Atlántico; al sur, con los municipios de San Juan Nepomuceno y el Guamo; al este, con el río Grande de la Magdalena y el departamento del Magdalena; al oeste, con los municipios de Arroyohondo, San Cristóbal y Soplaviento. 

### Hidrología
Forman parte del sistema hídrico las corrientes, ciénegas y humedales que corresponden a la cuenca del río Grande de la Magdalena y el canal del Dique y sus cuerpos de aguas de influencia, que irrigan sectores apreciables de su parte este y norte.

### Ecología
Los ecosistemas que predominan en el municipio de Calamar son los acuáticos, ya que posees un inmenso potencial hidrológico de 18.000 hectáreas de espejos de agua. A la altura de la población nace el canal del Dique como un brazo del Río Grande de la Magdalena. Se encuentra en un sistema de complejos cenagosos con los corregimientos de Barranca Nueva, Barranca Vieja y El Yucal. También se encuentran ciénagas como Vayan Viendo, Bejucal, Barranca Nueva y la ciénaga del Jobo. Esta última es una de las más grandes de la subregión del canal del Dique con 2.000 hectáreas en espejos de aguas. Alberga además la reserva natural del Cañaveralejo, la cual tiene especies vegetales propias del bosque seco y especies animales en vía de extinción, como el mono aullador o mico colorado.

## Economía
La economía calamarense se caracteriza por ser mixta entre el comercio, ganadería y agricultura, con el privilegio de ser un puerto fluvial que se dedica al acopio de productos agropecuarios que vienen de municipios y corregimientos de tres departamentos, situación que le brinda una posición competitiva para el comercio de estos productos primarios y de consumo masivo.
Por otra parte, el sector ganadero se ha fortalecido en los últimos quince años, representando uno de los sectores principales, al punto de contar con un centro de acopio de leche y varias queseras.

## Estructura organizacional municipal
| Calamar      | Calamar     | Calamar                    |
| Departamento | Código DANE | Categoría municipal (2023) |
| ------------ | ----------- | -------------------------- |
| Bolívar      | 13140       | Sexta                      |

- Personería: Es un centro del Ministerio Público de Colombia que ejerce, vigila y hace control sobre la gestión de las alcaldías y entes descentralizados; velan por la promoción y protección de los derechos humanos; vigilan el debido proceso, la conservación del medio ambiente, el patrimonio público y la prestación eficiente de los servicios públicos, garantizando a la ciudadanía la defensa de sus derechos e intereses.

- Concejo Municipal: Es la suprema autoridad política del municipio. En materia administrativa sus atribuciones son de carácter normativo. También le corresponde vigilar y hacer control político a la administración municipal. Se regulan por los reglamentos internos de la corporación en el marco de la Constitución Política Colombiana (artículo 313) y las leyes, en especial la Ley 136 de 1994 y la Ley 1551 de 2012.

Constituido por 13 concejales por un periodo de 4 años.
- Alcaldía Municipal: En esta se encuentra la administración municipal y las entidades descentralizadas del municipio.

El Alcalde se pronuncia mediante decretos y se desempeña como representante legal, judicial y extrajudicial del municipio. El actual Alcalde municipal es Yelitza Castellar Ruiz (2024-2027), elegido por voto popular.
- JAL.

### Servicios públicos
- Energía Eléctrica: Afinia, del grupo EPM, es la empresa prestadora del servicio de energía eléctrica.
- Gas Natural: Gases del Caribe es la empresa distribuidora y comercializadora de gas natural en el municipio.